# Oleksandr Noyok
Bản mẫu:Eastern Slavic name
Oleksandr Noyok (tiếng Ukraina: Олександр Вікторович Нойок; sinh 15 tháng 5 năm 1992 ở Kherson) là một tiền vệ bóng đá Ukraina gốc România thi đấu cho Dinamo Minsk ở Giải bóng đá ngoại hạng Belarus.

## Sự nghiệp
Anh là sản phẩm của trường thể thao FC Shakhtar Donetsk. Noyok được cho mượn đến FC Zakarpattia Uzhhorod ở Ukrainian First League từ 15 tháng 7 năm 2010.
Noyok ký hợp đồng với FC Metalist ở Giải bóng đá ngoại hạng Ukraina vào tháng 4 năm 2013. Sau khi được mượn đến Metalurh Donetsk và thi đấu 22 trận, anh ký hợp đồng với Dinamo Minsk ngày 11 tháng 3 năm 2016.